# 秋吉久紀夫
秋吉 久紀夫（あきよし くきお、1930年1月7日 - ）は、日本の詩人・中国文学者。九州大学名誉教授。

## 人物
福岡県北九州市生まれ。本名・勝廣。九州大学文学部卒。1977年「近代中国における文学運動の展開」で九大文学博士。近畿大学第二教養部（福岡）助教授、福岡女子大学教授、九大文学部教授。1993年定年退官、名誉教授。1993年翻訳特別功労賞（日本翻訳家協会）。1998年福岡県詩人会特別賞。2001年第一回詩界賞（日本詩人クラブ）。2011年福岡県詩人会先達詩人顕彰。

## 著書
- 『南方ふぐのうた 秋吉久紀夫詩集』飯塚書店 1961
- 『変革期の詩人たち 現代中国詩人論』飯塚書店 1964
- 『江西蘇区での詩歌運動関係資料』中国文学評論社 1968
- 『中国での文学運動の展開資料 一九五〇年代後半から六〇年代初めの河北省での詩歌運動を中心に』1-3　中国文学評論社 1969-1971
- 『天敵 秋吉久紀夫詩集』光風社 1970
- 『未来への浮彫』姫田八郎編集 北九州出版社 北九州文庫 1972
- 『わたしたちの女性史』どんぐりの会編集 穴生公民館 1973
- 『華北根拠地の文学運動 抗日戦期の成長と発展』評論社 東洋人の行動と思想 1976
- 『近代中国文学運動の研究』九州大学出版会 1979
- 『交流と異境』土曜美術社出版販売 詩論・エッセー文庫 1994
- 『陳千武論 ひとりの元台湾特別志願兵の足跡』土曜美術社出版販売 現代詩人論叢書 1997
- 『イスラエル・詩と紀行』石風社 2001
- 『恐竜卵化石 詩集』土曜美術社出版販売 2001
- 『対象への接近』土曜美術社出版販売 詩論・エッセー文庫 2001
- 『シルクロード 詩と紀行』石風社 2004
- 『黒いスカーフの女 秋吉久紀夫詩集』土曜美術社出版販売 2005
- 『復権か従属か 人類の共生をめざして』石風社 2005
- 『飽食と飢餓 七三一部隊からスーダン紛争まで』石風社 2007
- 『混濁する世界の中で』弦書房 2010
- 『ソクラテスの洞窟 詩集』土曜美術社出版販売 2010
- 『中国現代詩人訪問記』中国書店 2010
- 『遙かなる道程 中央アジアの動向』中国書店 2012
- 『中国現代詩人論』土曜美術社出版販売 2013

### 共著編
- 『地殻詩集 1960年版』編 地殻社 1960
- 『地殻詩集 1963年版』編 地殻社 1963
- 『解放後の文学論争資料 中国近代文学を理解するための試論』樋口進共著 中国文学評論社 1964
- 『「大衆化への過程」資料 近代中国文学のもつ課題』樋口進共著 中国文学評論社 1965
- 『「革命的リアリズムと革命的ロマンチシズムの結合」資料』樋口進共著 中国文学評論社 1966
- 『江西蘇区文学運動資料集』編 汲古書院 1979 東洋学文献センター叢刊影印版

### 翻訳
- 『中国現代詩集』訳編 飯塚書店 世界現代詩集 1962
- 『アジア・アフリカ詩集』編訳 飯塚書店 世界現代詩集 1963
- ベトナム人民軍出版社編『南ベトナム解放軍戦闘記』光和堂 1968
- ホー・チ・ミン『獄中日記 詩とそのひと』編訳 飯塚書店 1969
- 『馮至詩集 現代中国の詩人』訳編 土曜美術社 1989
- 『何其芳（中国語版）詩集 現代中国の詩人』訳編 土曜美術社 1991
- 『卞之琳(Bian Zhilin)詩集 現代中国の詩人』訳編 土曜美術社 1992
- 『陳千武詩集 現代中国の詩人』訳編 土曜美術社出版販売 1993
- 『精選中国現代詩集 変貌する黄色の大地』編・訳 土曜美術社出版販売 世界現代詩文庫 1994
- 『穆旦詩集 現代中国の詩人』訳編 土曜美術社出版販売 1994
- 『艾青（中国語版）詩集 現代中国の詩人』訳編 土曜美術社出版販売 1995
- 『戴望舒詩集 現代中国の詩人』訳編 土曜美術社出版販売 1996
- 容肇祖『明代思想史』荒木見悟共訳 北九州中国書店 1996
- 『阿壟詩集 現代中国の詩人』訳編 土曜美術社出版販売 1997
- 『牛漢詩集 現代中国の詩人』訳編 土曜美術社出版販売 1998
- 『鄭敏詩集』訳編 土曜美術社出版販売 『現代中国の詩人』叢書 1999
- 『現代シルクロード詩集』編訳 土曜美術社出版販売 世界現代詩文庫 2000
- 『現代中国少数民族詩集』編訳 土曜美術社出版販売 新・世界現代詩文庫 2003
- 『現代イラン詩選輯』編訳 土曜美術社出版販売 2008